# Liste der Botschafter der Vereinigten Staaten in der Republik Moldau
Die Liste der Botschafter der Vereinigten Staaten in der Republik Moldau bietet einen Überblick über die Leiter der US-amerikanischen diplomatischen Vertretung in der Republik Moldau seit der Aufnahme diplomatischer Beziehungen in Folge der Unabhängigkeit Moldawiens von der Sowjetunion.

## Botschafter

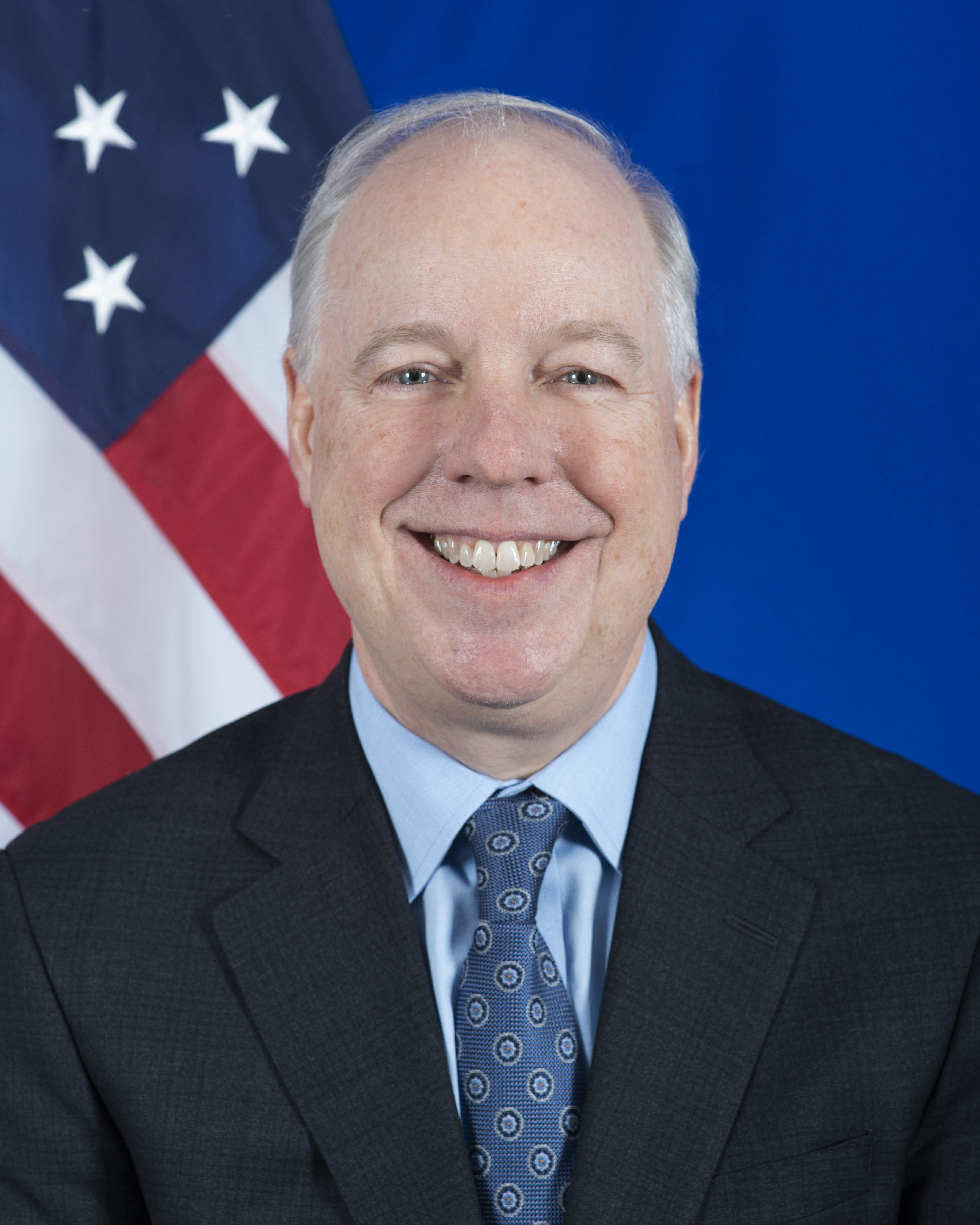
Kent Logsdon, derzeitiger Botschafter in Chișinău

| Amtszeit  | Name                | Anmerkung |
| --------- | ------------------- | --------- |
| 1992–1995 | Mary Pendleton      |           |
| 1995–1998 | John Todd Steward   |           |
| 1998–2001 | Rudolf V. Perina    |           |
| 2001–2003 | Pamela Hyde Smith   |           |
| 2003–2006 | Heather M. Hodges   |           |
| 2006–2008 | Michael David Kirby |           |
| 2008–2011 | Asif J. Chaudhry    |           |
| 2011–2015 | William H. Moser    |           |
| 2015–2018 | James Pettit        |           |
| 2018–2021 | Dereck J. Hogan     |           |
| 2022–     | Kent Logsdon        |           |